# Moeda de cinco centavos do real
A moeda de cinco centavos (R$ 0,05)  começou a ser emitida em 1994, quando do lançamento do padrão por ocasião do Plano Real, sendo que quatro anos depois, foi lançada a 2ª família, que representou uma grande mudança estilística nas moedas do padrão.
Até o momento, o Banco Central continua a emitir as moedas deste valor, apesar da clara tendência de que elas gradualmente saiam de circulação por conta de seu ínfimo valor.

## 1ª família (1994-1997)
As moedas de cinco centavos da 1ª família tinham 21mm de diâmetro, pesavam 3,27g, a espessura era de 1,20 mm, a borda era lisa e a moeda era fabricada em aço inoxidável.

### Anverso
O anverso possuí a Efígie da República, o dístico "BRASIL" e ramos de louro estilizados.

### Reverso
O reverso apresenta o valor de face, o ano de produção da moeda e ramos de louro estilizados.

## 2ª família (1998-hoje)
Houve muitas diferenças entre as moedas fabricadas entre 1994 e 1997 e as fabricadas desde 1998: a moeda ficou maior, pois o diâmetro subiu de 21 para 22mm; também ficou mais "pesada", pois a massa subiu de 3,27 para 4,10g; ela também ficou mais espessa, pois subiu de 1,20 para 1,65 mm; a borda continuou lisa; e passou a ser constituída de aço revestido de cobre.

### Anverso
O anverso possui imagem de Joaquim José da Silva Xavier (1746-1792), o Tiradentes, que, condenado à forca em decorrência de sua participação no movimento pela independência, denominado Inconfidência Mineira, é hoje reverenciado como herói e patrono cívico da nação brasileira. Sua imagem está ladeada pelo dísticos "BRASIL" e "TIRADENTES" e por motivos alusivos à Inconfidência Mineira - o triângulo da bandeira dos inconfidentes, sobreposto por pássaro que representa a liberdade e a paz.

### Reverso
No reverso à esquerda, linhas diagonais de fundo dão destaque ao dístico correspondente ao valor facial, seguido dos dísticos "centavo" e o correspondente ao ano de cunhagem. Há também uma esfera sobreposta por uma faixa de júbilo, que, com a constelação do Cruzeiro do Sul, faz alusão ao Pavilhão Nacional.